# ミゾコウジュ
ミゾコウジュ（溝香薷、学名：Salvia plebeia）は、シソ科アキギリ属の越年草。やや湿った場所に生える。別名、ユキミソウ。

## 特徴
茎は四角形で直立し、高さは30-70cmになり、上方で分枝し、稜に下向きの細毛が生える。根出葉はやや大型の長楕円形で、長い葉柄があり、ロゼット状になるが、花期には枯れて存在しない。茎葉は対生し、短い葉柄があり、単葉で長楕円形、長さ3-6cm、幅1-2cm、先端は鈍頭、基部は次第に細まる。葉の縁には鈍い鋸歯があり、表面、裏面ともにまばらに毛が生え、表面の葉脈はへこんで細かいしわがある。
花期は本州、四国、九州では5-6月、琉球では4月。枝先に花穂を出し、多数の淡紫色の小さい花を段ごとにつける。花穂ははじめ短いが、のちに長さ8-10cmに伸びる。萼は長さ2.5-3mm、唇型に浅く5裂し、花が終わると左右を閉じるが、果時に長さ約4mmになってまた開く。花冠は長さ約5mm、下唇は上唇より大きく、大きい紫色の斑点がある。雄蕊は4個あり、うち2個は花糸が長く、葯隔は前後がほぼ等しく伸び、下部の2個の雄蕊は不稔で互いにつながる。果実は4個の分果で、分果は広楕円体で長さ約0.8mmになる。染色体数2n=16。

## 分布と生育環境
日本では、本州、四国、九州、琉球に分布し、湿った草地、やや湿った道ばた、田の畔、泥地、河原などの裸地的な草地に生育する。世界では、東アジア、マレーシア、インド、オーストラリアに広く分布する。

## 名前の由来
和名ミゾコウジュは、「溝香薷」の意で、溝のような湿った場所に生え、花序が香薷に似ることによる。香薷とはナギナタコウジュ（薙刀香薷、Elsholtzia ciliate）の類のこと。
香薷の名がつく日本に分布する植物は、他にスズコウジュ Perillula reptans、フトボナギナタコウジュ Elsholtzia nipponica、イヌコウジュ Mosla scabra、ヤエヤマスズコウジュ Suzukia luchuensis などがあり、いずれもシソ科である。
なお、飯沼慾斎は、1856年（安政3年）に出版された『草木図説』前編20巻中第11巻の「ミゾカウジュ」において、「好テ溝畔ニ生ス．方茎高二尺ニ超エ．葉披針状香薷葉ニ似テ長ク．茎葉共ニ短毛アツテ糙渋」と記載している。
種小名（種形容語）plebeia は、「普通の」の意味。

## 種の保全状況評価
準絶滅危惧（NT）（環境省レッドリスト）
都道府県のレッドデータ、レッドリストの選定状況は次の通り。
| - 宮城県-絶滅危惧I類（CR+EN） - 福島県-情報不足（DD） - 茨城県-準絶滅危惧 - 栃木県-要注目 - 群馬県-準絶滅危惧（NT） - 埼玉県-準絶滅危惧（NT） - 千葉県-一般保護生物（D） - 東京都-準絶滅危惧（NT） | - 富山県-絶滅危惧I類 - 山梨県-絶滅危惧II類（VU） - 長野県-絶滅危惧IA類（CR） - 静岡県-準絶滅危惧（NT） - 愛知県-国リスト - 三重県-絶滅危惧II類（VU） - 滋賀県-希少種 - 京都府-準絶滅危惧種 | - 大阪府-準絶滅危惧 - 兵庫県-Cランク - 奈良県-絶滅危惧種 - 和歌山県-絶滅危惧II類（VU） - 広島県-準絶滅危惧（NT） - 山口県-絶滅危惧II類（VU） - 徳島県-絶滅危惧I類（EN） - 愛媛県-準絶滅危惧（NT） | - 高知県-準絶滅危惧（NT） - 福岡県-準絶滅危惧（NT） - 長崎県-絶滅危惧II類（VU） - 熊本県-準絶滅危惧（NT） - 大分県-情報不足（情報不足） - 宮崎県-準絶滅危（NT-r,g） - 鹿児島県-準絶滅危惧 - 沖縄県-絶滅危惧II類（VU） |

## 下位分類
シロバナミゾコウジュ Salvia plebeian R.Br. f. leucantha Kawas. (1958) - ミゾコウジュの白花品種。1957年6月、埼玉県比企郡吉見村（現、吉見町）の廃田の溝のへりで基本種の中から見いだされた。品種名 leucantha は、「白い花の」の意味。

## ギャラリー

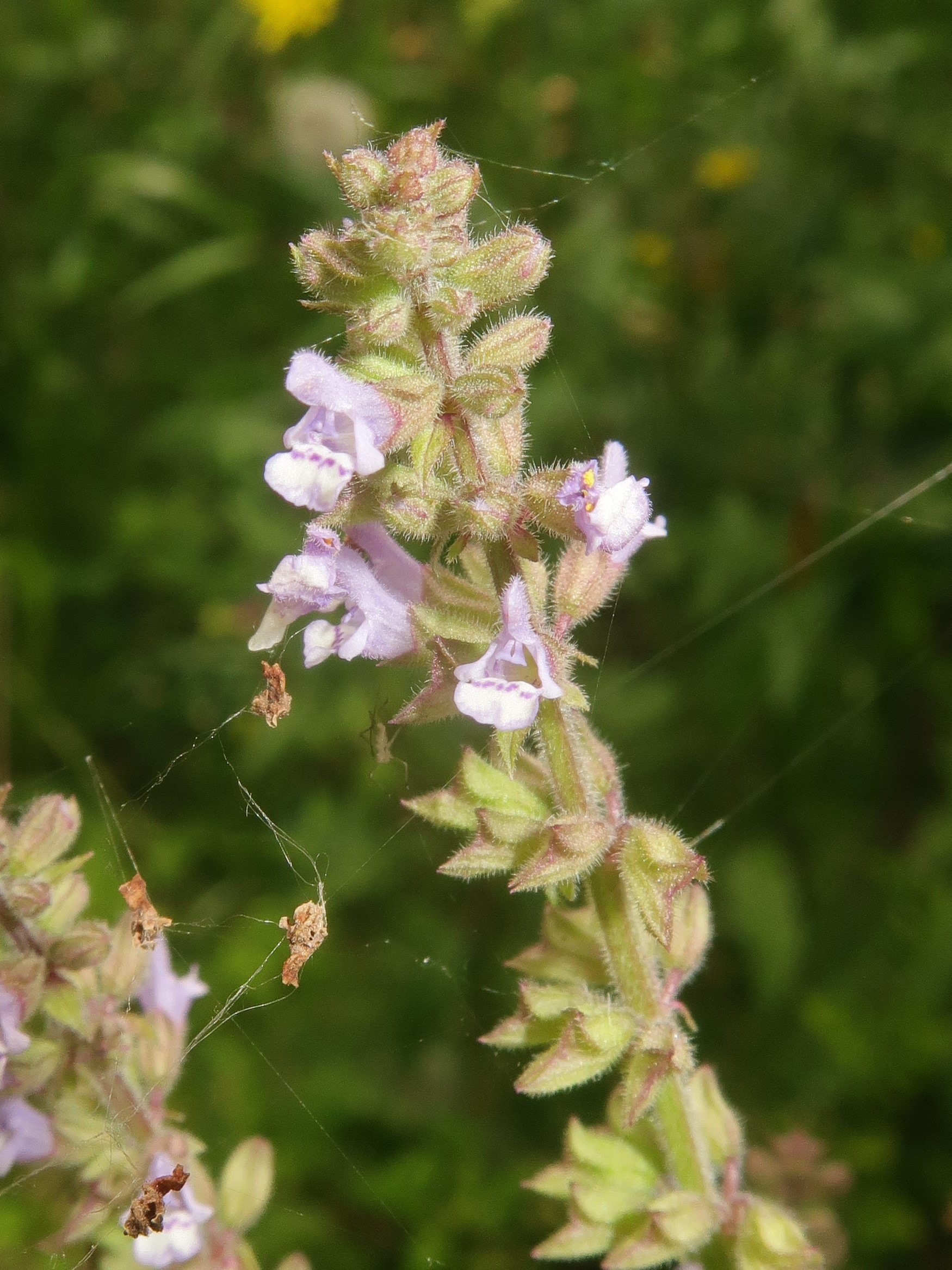
枝先に花穂を出し、多数の淡紫色の小さい花を段ごとにつける。花冠は下唇は上唇より大きく、大きい紫色の斑点がある。
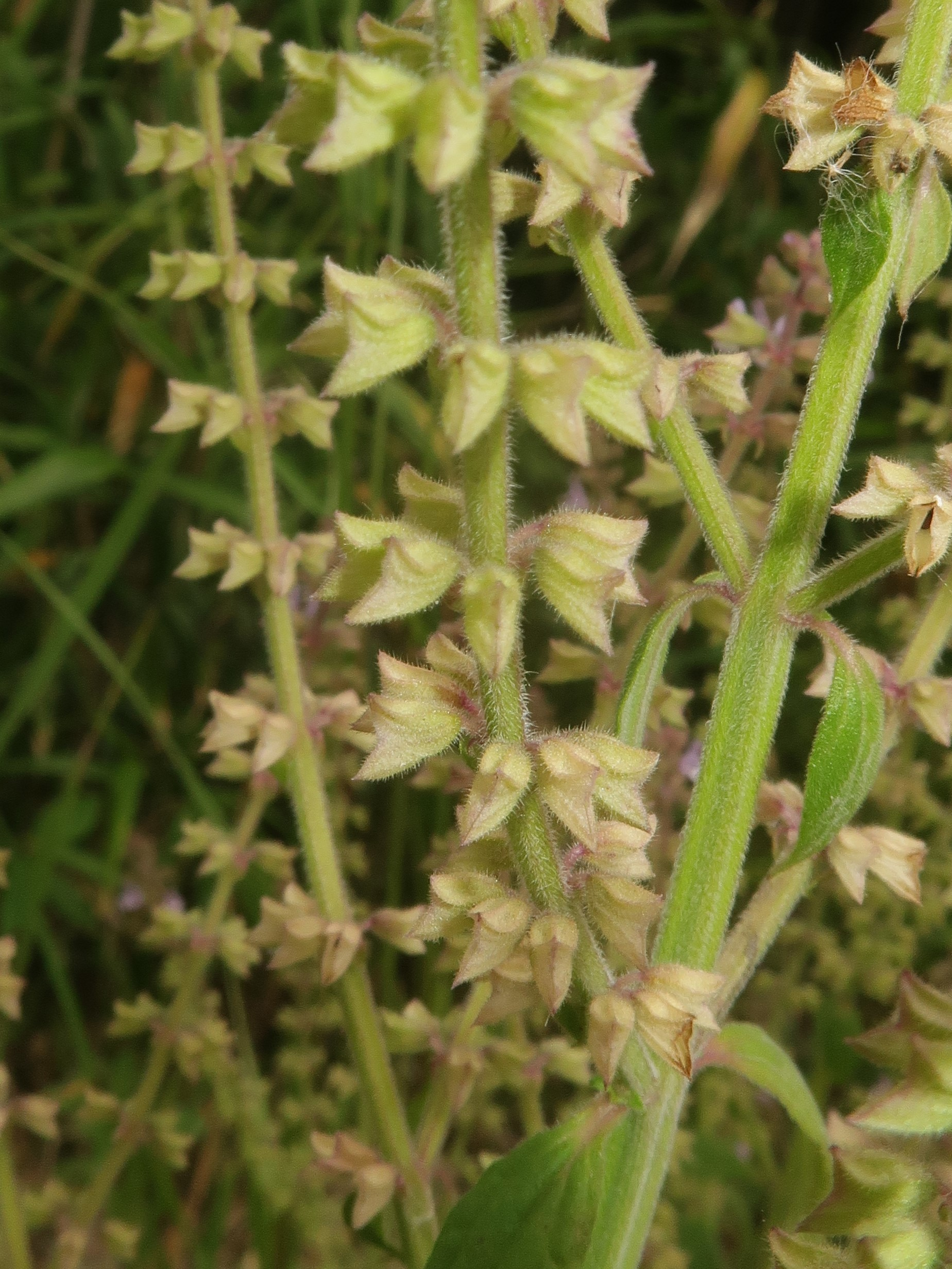
萼は唇型に浅く5裂し、花が終わると左右を閉じる。
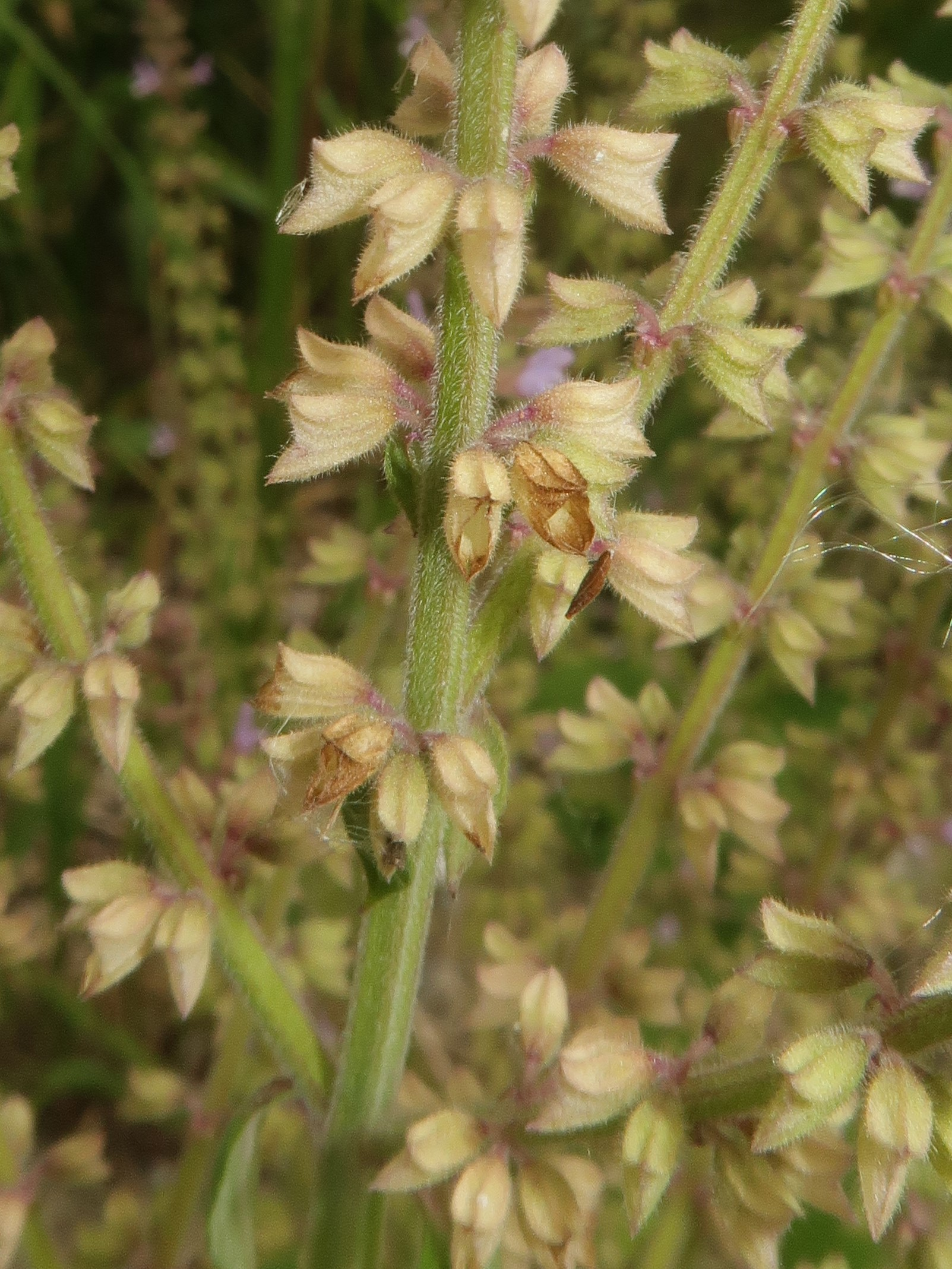
萼は果時になってまた開く。
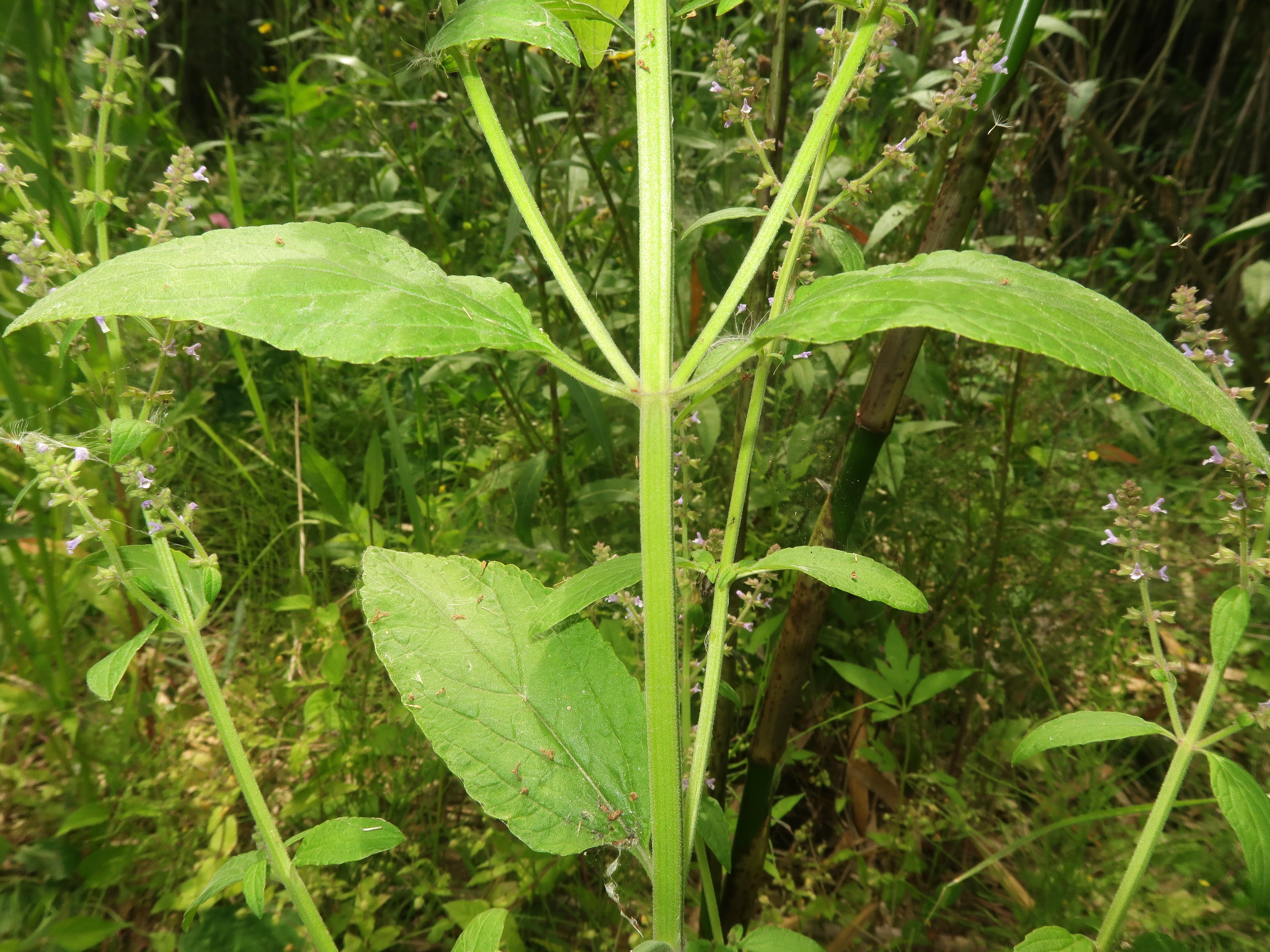
茎は四角形で直立し、稜に下向きの細毛が生える。茎葉は対生し、短い葉柄があり、単葉で長楕円形、縁には鈍い鋸歯があり、まばらに毛が生え、表面の葉脈はへこんで細かいしわがある。